# モードケイズ
株式会社モードケイズ（MODE K's）は、関西に27店舗（2009.6月現在）を展開する美容室グループ。

## 概要
大阪の北摂を中心に美容業を展開する。トータルビューティーサロン展開に力を入れており、数店舗にレセプション、コンシェルジュ、ケアリスト、スパニスト、カラーリスト、メイクアップアーティストが在籍している。
ヘアー事業部の他、ネイル事業部（Diva）、アイラッシュ事業部（Sylph）、FC事業部があり、以下のブランドで展開している。
- ヘアーサロン MODE K's RAD
- ネイルサロン Diva
- アイラッシュサロン　Sylph

## 沿革
- 1995年3月 大阪府高槻市に有限会社ユーアイ（店舗名カットハウス） をOPEN